# Конвенція про міжнародну торгівлю видами дикої фауни і флори, що перебувають під загрозою зникнення
Конвенція про міжнародну торгівлю видами дикої фауни і флори, що перебувають під загрозою зникнення (англ. The Convention on International Trade in Endangered Species of Wild Fauna and Flora, CITES, українське скорочення СІТЕС) — міжнародний міжурядовий договір, підписаний в результаті резолюції Міжнародного союзу охорони природи (IUCN), схваленої на зборах організації в 1963 році.

## Дата і місце прийняття
3 березня 1973 року, м. Вашингтон, округ Колумбія (США)

## Дата набрання чинності
1 липня 1975 року

## Дата ратифікації/приєднання для України
14 травня 1999 року

## Дата набрання чинності для України
29 березня 2000 року

## Сторони конвенції (станом на 1 вересня 2008 року)
173 сторони: Австралія, Австрія, Азербайджан, Албанія, Алжир, Антигуа і Барбуда, Аргентина, Афганістан, Багамські острови, Бангладеш, Барбадос, Беліз, Бельгія, Бенін, Білорусь, Болгарія, Болівія, Ботсвана, Бразилія, Бруней, Буркіна-Фасо, Бурунді, Бутан,В'єтнам, Вануату, Велика Британія, Венесуела, Габон, Гаяна, Гамбія, Гана, Гватемала, Гвінея, Гвінея-Бісау, Гондурас, Гренада, Греція, Грузія, Данія, Джибуті, Домініка, Домініканська Республіка, Еквадор, Екваторіальна Гвінея, Ель-Сальвадор, Еритрея, Естонія, Ефіопія, Єгипет, Ємен, Замбія, Зімбабве, Ізраїль, Індія, Індонезія, Іран, Ірландія, Ісландія, Іспанія, Італія, Йорданія, Кабо-Верде, Казахстан, Камбоджа, Камерун, Канада, Катар, Кенія, Киргизстан, Китай, Кіпр, Колумбія, Коморські острови, Конго (Демократична Республіка), Конго (Республіка), Корея (Республіка), Коста-Рика, Кот-д'Івуар, Куба, Кувейт, Лаос, Латвія, Лесото, Литва, Ліберія, Лівія, Ліхтенштейн, Люксембург, М'янма, Маврикій, Мавританія, Мадагаскар, Північна Македонія (Колишня Югославська Республіка), Малаві, Малайзія, Малі, Мальта, Марокко, Мексика, Мозамбік, Молдова, Монако, Монголія, Намібія, Непал, Нігер, Нігерія, Нідерланди, Нікарагуа, Німеччина, Нова Зеландія, Норвегія, Об'єднані Арабські Емірати, Оман, Пакистан, Палау, Панама, Папуа Нова Гвінея, Парагвай, Перу, Південноафриканська Республіка, Польща, Португалія, Російська Федерація, Руанда, Румунія, Самоа, Сан-Марино, Сан-Томе і Принсіпі, Саудівська Аравія, Свазіленд, Сейшельські острови, Сенегал, Сент-Вінсент і Гренадини, Сент-Кітс і Невіс, Сент-Люсія, Сербія, Сирія, Сінгапур, Словаччина, Словенія, Соломонові острови, Сомалі, Судан, Суринам, США, Сьєрра-Леоне, Таїланд, Танзанія, Того, Тринідад і Тобаго, Туніс, Туреччина, Уганда, Угорщина, Узбекистан, Україна, Уругвай, Фіджі, Філіппіни, Фінляндія, Франція, Хорватія, Центральноафриканська Республіка, Чад, Чехія, Чилі, Чорногорія, Швейцарія, Швеція, Шрі-Ланка, Ямайка, Японія.

## Поправки, протоколи
- Боннська поправка, 1979 рік
- Габоронська поправка, 1983 рік

## Органи, що у діють у рамках міжнародно-правового акту
- Конференція сторін
- Секретаріат
- Постійний комітет
- Комітет з питань тварин
- Комітет з питань рослин

## Мета Конвенції
Мета Конвенції полягає в тому, щоб гарантувати, що міжнародна торгівля дикими тваринами і рослинами не створює загрози їх виживанню; договір надає різні ступені захисту для більш ніж 33 000 видів тварин і рослин. Преамбула Конвенції:
Держави, що домовляються
- визнаючи, що дика фауна і флора в їх численних прекрасних і різноманітних формах є незамінною частиною природних систем Землі, які повинні охоронятися для нинішнього покоління і для майбутніх
- усвідомлюючи цінність дикої фауни і флори, що все збільшується, з погляду естетики, науки, культури, відпочинку і економіки
- визнаючи, що народи і держави є і повинні бути якнайкращими хранителями їх власних дикої фауни і флори
- визнаючи до того ж, що міжнародна співпраця є необхідною для захисту деяких видів дикої фауни і флори від надмірної експлуатації їх в міжнародній торгівлі: будучи переконаними в необхідності вживання належних заходів в цих цілях, погодилися про наступне:

З моменту підписання конвенції в 1975 році жоден вид, що перебуває під її захистом, не вимер через торгівлю.

## Подробиці і деталі роботи
Конвенція CITES є одним з найбільших договорів з охорони дикої природи. Участь у ньому добровільна. Хоча дотримання положень конвенції обов'язкове для всіх держав (сторін), що підписали її, спеціальних національних законів для цього не вимагається, проте для ефективного виконання на національному рівні потрібне відповідне внутрішнє законодавство. Договір швидше забезпечує рамки, які поважаються кожною стороною, і на підставі яких кожна сторона будує своє власне законодавство. Часто буває, що внутрішнє законодавство сторони не враховує положення конвенції або враховує, але обмежено, штрафами, несумірними з тяжкістю злочину. Станом на 2002, 50 % країн, що підписали положення конвенції, не вистачає як мінімум однієї з чотирьох головних вимог конвенції:
- створення управління з дотримання цих положень;
- законодавчої заборони торгівлі рідкісними тваринами;
- встановлення системи штрафів за таку торгівлю;
- можливості конфіскації забороненого товару.

Текст Конвенції був підписаний 3 березня 1973 року в Вашингтоні, округ Колумбія, США під час зустрічі представників 80 країн. Надалі він був відкритий для підписання до 31 грудня 1974 року. Конвенція набула чинності після ратифікації її 10-ю державою. До 2003 року всі держави, що підписали конвенцію, були названі її сторонами. Станом на вересень 2008 року, учасниками договору вважаються 173 держави.
Україна стала учасницею Конвенції 29 березня 2000 року, успадкувавши цю участь від СРСР, який приєднався до конвенції в 1976 році.
Фінансування діяльності Секретаріату і Конференцій Сторін походить з довірчого фонду, який поповнюється за рахунок щорічних внесків сторін. Гроші фонду не можуть використовуватися сторонами для поліпшення виконання Конвенції. На ці цілі, а також на зовнішню діяльність Секретаріату (навчання, спеціальні програми і т. д.) фінансування повинне йти із зовнішніх джерел (часто від неурядових організацій).
Хоча договір сам по собі не передбачає арбітражу або судового розгляду у разі недотримання, за 30 років діяльності Секретаріат виробив деякі механізми боротьби з порушеннями сторін. У разі порушення договору якою-небудь стороною, Секретаріат в першу чергу повідомляє інші сторони. Далі передбачуваному порушникові дається час для апеляції або пропонується технічна допомога для запобігання подальшим порушенням. Іншими діями (не передбаченими самою конвенцією, але затвердженими резолюціями Конференції Сторін) проти порушника можуть бути застосовані:
- примусове підтвердження Секретаріатом будь-яких пропусків;
- припинення співпраці з боку Секретаріату;
- формальне попередження;
- візит Секретаріату з метою перевірки здатності дотримання положень;
- рекомендації всім сторонам про припинення співпраці з порушником.

Згідно з статтею XI Конвенції, Секретаріат повинен не рідше ніж раз у два роки проводити нараду Конференції Сторін. На Конференціях розглядаються: питання виконання сторонами положень договору і прогрес у відновленні популяцій видів, фінансові документи, що стосуються бюджету Конвенції, пропозиції про внесення поправок до Додатків, доповіді і рекомендації щодо покращення роботи Конвенції. За умовами погодження Сторін, до конференцій можуть бути допущені спеціалізовані агенції ООН, міжнародні та місцеві природоохоронні організації.
Остання нарада Конференції Сторін СІТЕС пройшла у м. Доха (Катар) з 13 по 25 березня 2010 року. На ній, згідно з правилами Конвенції, було розглянуто близько 40 нових пропозицій щодо обмеження або заборони торгівлі деякими видами рослин, тварин, в тому числі і риб.

## Боротьба з незаконною торгівлею
За інформацією секретаріату СІТЕС, незаконна торгівля видами тварин, що перебувають під загрозою знищення, є прибутковим бізнесом. Згідно з офіційною статистикою, обсяг світового незаконного торгового обороту рідкісними видами тварин, що перебувають під загрозою зникнення, становить понад 6 млрд доларів на рік. Кримінальна торгівля тваринами перебуває за прибутками на другому місці після торгівлі наркотиками і зброєю, причому з кожним роком кількість рідкісних тварин, у тому числі птахів, що перевозяться контрабандно через кордон, неухильно росте.
Головними постачальниками на світовий нелегальний ринок «живого товару», рідкісних рослин і їх частин є:
- Африка і Південна Америка — екзотичні тварини, у тому числі птахи (папуги) і мавпи;
- Південно-Східна Азія — плазуни, земноводні (черепахи, змії, ящірки та інші);
- Європа — ентомологічні колекції.

У 1989 році Секретаріат СІТЕС ухвалив рішення про заборону вбивати слонів і торгувати слоновою кісткою, яка є однією з найприбутковіших сфер чорного ринку в багатьох африканських і азійських державах. Проте в 1997 року, визнавши, що деяким африканським країнам вдалося добитися оздоровлення цієї популяції, він дозволив Ботсвані, Намібії і Зімбабве продати Японії 50 тонн слонової кістки. У 2002 році були схвалені нові квоти на цю продукцію з Ботсвани, Намібії і ПАР, проте ці країни через технічні причини не змогли ними скористатися.

## Додатки
Секретаріат СІТЕС працює над встановленням контролю над міжнародною торгівлею певними видами. Умови конвенції вимагають, щоб увесь імпорт, експорт, реекспорт і інтродукція з моря певних видів тварин і рослин проводився на підставі дозволів і сертифікатів. Кожна сторона договору зобов'язана призначити державний орган (Адміністративний орган), що здійснює контроль за системою ліцензування, а також як мінімум один науковий орган, повноважний давати експертну оцінку ефективності торгівлі позначеними видами. Список регульованих видів складається на Конференції Сторін, що скликається не рідше ніж раз на два роки (у червні 2007 року Конференція Сторін відбулася в Гаазі).
Приблизно 5000 видів тварин і 28 000 видів рослин перебувають під охороною Конвенції проти надмірної експлуатації через міжнародну торгівлю. Зникомі види згруповані в Додатках за ступенем загрози їх зникнення і заходами, що вживаються щодо їх торгівлі. Деякі види можуть перебувати відразу в декількох Додатках, тобто один і той же вид на одній території може бути в Додатку I, а на іншій території в Додатку II. Деякі експерти піддають сумніву це положення як ризиковане, оскільки в цьому випадку види із захищенішої території можуть реекспортувати через територію з менш жорсткими вимогами. Наприклад, Саванний африканський слон (Loxodonta africana) позначений в Додатку I у всіх популяціях окрім популяцій Ботсвани, Намібії, ПАР і Зімбабве. У перерахованих країнах цей слон позначений в Додатку II. Перерахування всіх популяцій одного виду запобіжить можливому «відмиванню» цих тварин, однак сильніше обмежить торгівлю видами дикої природи в регіонах із кращими методами керування.

### Додаток I— близько 800 видів
Додаток I включає всі види, що перебувають під загрозою зникнення, торгівля якими надає або може несприятливо вплинути на їх існування. Торгівля зразками цих видів повинна особливо строго регулюватися з тим, щоб не ставити далі під загрозу їх виживання, і має бути дозволена тільки у виняткових обставинах. Серед видів цього списку, зокрема, горила (Gorilla gorilla), види роду шимпанзе (Pan spp.), тигр (Panthera tigris), індійський лев (Panthera leo persica), леопард (Panthera pardus), ягуар (Panthera onca), індійський слон (Elephas maximus), деякі популяції саванного африканського слона (Loxodonta africana), дюгонь (Dugong dugon), ламантини (Trichechidae) і всі види носорогів, за винятком деяких підвидів Південної Африки.

### Додаток II— біля 32500 видів
Додаток включає всі види, які зараз хоч і не обов'язково перебувають під загрозою зникнення, але можуть опинитися під такою загрозою, якщо торгівля зразками таких видів строго не регулюватиметься з метою недопущення такого використання, яке несумісне з їх виживанням; а також інші види, які повинні підлягати регулюванню для того, щоб над торгівлею зразками деяких видів з першого списку міг бути встановлений ефективний контроль.

### Додаток III— близько 300 видів
Додаток III включає всі види, які за визначенням будь-якої Сторони підлягають регулюванню в межах її юрисдикції в цілях запобігання або обмеження експлуатації і відносно яких необхідна співпраця інших сторін в контролі за торгівлею.

## Імплементація на національному рівні
Постановою Кабінету Міністрів України від 13 грудня 2000 року № 1822 «Про заходи щодо забезпечення виконання міжнародних зобов'язань України у зв'язку з її приєднанням до Конвенції про міжнародну торгівлю видами дикої фауни і флори, що перебувають під загрозою зникнення» затверджено низку організаційно-інституційних заходів з питань імплементації зазначеної Конвенції. Зокрема, визначено адміністративні органи України з питань виконання вимог Конвенції. Ними є:
- Міністерство екології та природних ресурсів України щодо видів дикої фауни і флори, які є об'єктами регулювання Конвенції (за винятком осетрових видів риб і виробленої з них продукції), з правом видачі відповідних дозволів та сертифікатів.
- Державне агентство рибного господарства України щодо осетрових видів риб і виробленої з них продукції з правом видачі відповідних дозволів та сертифікатів.

Також передбачена вимога про здійснення експорту-імпорту зразків видів дикої фауни і флори (включаючи транзитне перевезення та реекспорт) лише за дозволами та сертифікатами, що видаються адміністративними органами України з питань виконання вимог Конвенції.
16 квітня 2002 року Наказом № 147/110 Міністерством екології і природних ресурсів України і Міністерством аграрної політики України затверджені Правила видачі дозволів та сертифікатів на ввезення в Україну та вивезення за її межі зразків видів дикої фауни і флори, які є об'єктами регулювання Конвенції про міжнародну торгівлю видами дикої фауни і флори, що перебувають під загрозою зникнення. Правила визначають порядок видачі дозволів та сертифікатів на ввезення в Україну та вивезення за її межі зразків дикої фауни і флори, які є об'єктами регулювання Конвенції про міжнародну торгівлю видами дикої фауни і флори, що перебувають під загрозою зникнення. Дозволи та сертифікати на ввезення в Україну та вивезення за її межі зразків дикої фауни і флори, які є об'єктами регулювання Конвенції, є спеціальними документами, що видаються Адміністративним органом України з питань виконання вимог Конвенції та засвідчують право юридичних і фізичних осіб на переміщення зразків через митний кордон України.
25 липня 2007 року Постановою № 953 Кабінету Міністрів України затверджено Порядок видачі дозволів на імпорт та експорт зразків видів дикої фауни і флори, сертифікатів на пересувні виставки, реекспорт та інтродукцію з моря зазначених зразків, які є об'єктами регулювання Конвенції про міжнародну торгівлю видами дикої фауни і флори, що перебувають під загрозою зникнення. Порядок визначає процедуру видачі:
- дозволів на імпорт, експорт зразків видів дикої фауни і флори, які є об'єктами регулювання Конвенції. Дозволи видаються на імпорт чи експорт зразків, включених до Додатку l Конвенції, а також на експорт зразків, види яких включено до Додатків ll і lll Конвенції;
- сертифікатів на пересувні виставки, реекспорт чи інтродукцію з моря зразків дикої фауни і флори, які є об'єктами регулювання Конвенції. Сертифікати видаються на реекспорт чи інтродукцію з моря зразків, які є об'єктами регулювання Конвенції. Сертифікати на пересувну виставку видаються для багаторазового переміщення через митний кордон України зразків, які є частиною цирку або пересувної виставки та об'єктом регулювання Конвенції.

Порядком передбачено і строковий характер як дозволів, так і сертифікатів. Наприклад, строк дії дозволів чи сертифікатів для зразків, які є частиною цирку або пересувної виставки, — 12 місяців (за умови, що здійснюється одноразовий імпорт чи експорт, а також у разі реекспорту зразка).
Наказом Міністерства охорони навколишнього природного середовища України від 31 березня 2008 року № 165 Про введення тимчасового обмеження на спеціальне використання китоподібних Чорного та Азовського морів заборонено спеціальне використання (вилучення з природного середовища існування) з будь-якою метою, крім випадків збирання решток загиблих дельфінів з науково-дослідною метою, строком на три роки видів китоподібних, занесених до Червоної книги України: білобочки (Delphius delphis); афаліни (Tursiops truncatus); азовки (Phocoena phocoena).
Державний контроль за переміщенням через кордон об'єктів дикої фауни і флори, у тому числі зразків CITES, регулюється Положенням про екологічний контроль у пунктах пропуску через державний кордон і у зоні діяльності регіональних митниць і митниць, що затверджене Наказом міністерства охорони навколишнього природного середовища та ядерної безпеки України від 8 вересня 1999 року № 204.